# Kurixalus naso
Kurixalus naso es una especie de anfibios que habita en India y, posiblemente, también en China. 
Esta especie se encuentra en peligro de extinción por la pérdida de su hábitat natural.